# Звежинець (Маковський повіт)
Звежинець (пол. Zwierzyniec) — село в Польщі, у гміні Красносельц Маковського повіту Мазовецького воєводства.
Населення — 67 осіб (2011).
У 1975-1998 роках село належало до Остроленцького воєводства.

## Демографія
Демографічна структура станом на 31 березня 2011 року:
|          | Загалом | Допрацездатний вік | Працездатний вік | Постпрацездатний вік |
| -------- | ------- | ------------------ | ---------------- | -------------------- |
| Чоловіки | 35      | 3                  | 25               | 7                    |
| Жінки    | 32      | 6                  | 15               | 11                   |
| Разом    | 67      | 9                  | 40               | 18                   |